# 정동환 (가수)
정동환(鄭同桓, 1992년 1월 11일 ~ )은 대한민국의 가수이자 피아니스트로, 멜로망스의 일원이다.